# Сарнико
Сарнико (итал. Sarnico) је насеље у Италији у округу Бергамо, региону Ломбардија.
Према процени из 2011. у насељу је живело 6177 становника. Насеље се налази на надморској висини од 201 м.

## Становништво
Према резултатима пописа становништва 2011. у општини је живело 6.390 становника.
| 1931. | 1936. | 1951. | 1961. | 1971. | 1981. | 1991. | 2001. | 2011. |
| ----- | ----- | ----- | ----- | ----- | ----- | ----- | ----- | ----- |
| 3.218 | 3.343 | 3.688 | 4.212 | 5.332 | 5.549 | 5.668 | 5.754 | 6.390 |

## Партнерски градови
- Plan-de-Cuques